# 사무엘 샤피로 (일리노이 정치인)
사무엘 하비 샤피로(Samuel Harvey Shapiro, 1907년 4월 25일 ~ 1987년 3월 16일)는 러시아 태생 미국의 정치인이다.

## 학력
- 일리노이 대학교 어배너-섐페인 법학학사

## 경력
- 1947.01 ~ 1957.01 제65·66·67·68·69대 일리노이주 제20선거구 하원의원
- 1957.01 ~ 1961.01 제70·71대 일리노이주 제14선거구 하원의원
- 1961.01 ~ 1968.05 제38대 일리노이 부지사
- 1968.05 ~ 1973.01 제34대 일리노이 주지사

## 역대 선거 결과
| 선거명      | 직책명                         | 대수 | 정당   | 득표율 | 득표수      | 결과 | 당락                 |
| ----------- | ------------------------------ | ---- | ------ | ------ | ----------- | ---- | -------------------- |
| 1946년 선거 | 하원의원 (일리노이 제20선거구) | 65대 | 민주당 | 27.39% | 33,657표    | 3위  | 일리노이 주의원 당선 |
| 1948년 선거 | 하원의원 (일리노이 제20선거구) | 66대 | 민주당 | 35.76% | 48,943표    | 1위  | 일리노이 주의원 당선 |
| 1950년 선거 | 하원의원 (일리노이 제20선거구) | 67대 | 민주당 | 35.76% | 48,943표    | 3위  | 일리노이 주의원 당선 |
| 1952년 선거 | 하원의원 (일리노이 제20선거구) | 68대 | 민주당 | 33.87% | 57,630표    | 1위  | 일리노이 주의원 당선 |
| 1954년 선거 | 하원의원 (일리노이 제20선거구) | 69대 | 민주당 | 34.41% | 42,934표    | 1위  | 일리노이 주의원 당선 |
| 1956년 선거 | 하원의원 (일리노이 제41선거구) | 70대 | 민주당 | 35.72% | 61,702표    | 1위  | 일리노이 주의원 당선 |
| 1958년 선거 | 하원의원 (일리노이 제41선거구) | 71대 | 민주당 | 37.29% | 42,448표    | 1위  | 일리노이 주의원 당선 |
| 1960년 선거 | 일리노이 부지사                | 38대 | 민주당 | 52.49% | 2,398,746표 | 1위  | 일리노이 부지사 당선 |
| 1964년 선거 | 일리노이 부지사                | 38대 | 민주당 | 54.18% | 2,462,823표 | 1위  | 일리노이 부지사 당선 |
| 1968년 선거 | 일리노이 주지사                | 35대 | 민주당 | 48.37% | 2,179,501표 | 2위  | 낙선                 |